# Székely András (földrajztudós)
Székely András (Budapest, 1925. szeptember 6. – Siófok, 1997. augusztus 21.) magyar geográfus, földrajztudós, egyetemi tanár. A földrajztudományok kandidátusa (1961), a földrajztudományok doktora (1994).

## Életpályája
1948-ban végzett a Műegyetem Közgazdasági Karának földrajz-történelem szakán. 1948–1952 között Pásztón középiskolai tanár volt. 1952–1957 között az ELTE TTK természetföldrajzi tanszékén tanársegéd, 1957–1963 között adjunktus, 1963–1972 között docens, 1972–1994 között tanszékvezető egyetemi tanár, 1994–1995 között tudományos tanácsadó volt. 1995-ben nyugdíjba vonult.
Kutatási területe a felszínalaktan, a vulkán-morfológia.

### Tagságai
1953-tól a Magyar Földrajzi Társaság tagja, 1959-től választmányi tagja, a természetföldrajzi szakosztály titkára, 1973-tól elnöke volt. 1964–1967 között, valamint 1980–1990 között a Tudományos Minősítő Bizottság tagja volt. 1964–1986 között a Magyar Tudományos Akadémia Földrajzi Bizottságának tagja volt. 1968-tól a Tudományos Ismeretterjesztő Társulat földrajzi szakosztályának országos választmányának tagja volt. 1972–1990 között a Művelődésügyi Minisztérium Földrajzi Bizottságának tagja volt. 1973–1990 között a Nemzetközi Földrajzi Unió magyar nemzeti bizottságának volt a tagja. 1976–1990 között a Tudományos Ismeretterjesztő Társulat budapesti szervezetének földtudományi szakosztályának elnöke, 1990-től tiszteletbeli elnöke volt.

## Családja
Szülei: Székely László és Teichmann Stefánia voltak. 1950-ben házasságot kötött Nagy Hajnalkával. Négy gyermekük született: Árpád (1952), Hajnalka (1954), Csaba és Zsolt (1962).

## Művei
- Pásztó földrajzi képe (Doktori értekezés; Budapest, 1948)
- A Mátra és környezetének kialakulása és felszíni formái (Kanditátusi értekezés; Budapest, 1960)
- Európa (1968)
- A Szovjetunió természetföldrajza (1978)
- Vulkánmorfológia (1997)

## Díjai
- Lóczy Lajos-emlékérem (1985)
- Teleki Sámuel-emlékérem (1992)